# Cementerio de la Avenida Independencia
El Cementerio de la Avenida Independencia (antes también llamado Cementerio municipal o bien Cementerio Cosmopolita) es un espacio para realizar sepulturas localizado en la ciudad de Santo Domingo la capital del país caribeño de República Dominicana. Se trata de un lugar que data de 1824 y que posee unos 16.000 metros cuadrados de superficie, con un importante interés histórico y patrimonial y que construido durante la época de la ocupación haitiana (1822-1844).
En sus inicios solo se permitía la sepultura de personas que pertenecieran a la Iglesia católica, excluyendo a otras comunidades como los judíos. Fue cerrado en 1965 y declarado patrimonio histórico en 1987.